# となりの新選組
『となりの新選組』（となりのしんせんぐみ）はフジテレビジョン製作でフジテレビと関西テレビ放送で2016年4月7日から8月18日まで放送されていた毎週木曜日21:54-22:00（日本時間）に放送されていた中央競馬情報番組、かつ短編テレビドラマ番組である。日本中央競馬会の単独提供。

## 概要
土方歳三率いる幕末時代の武装集団・新選組のおバカな日常生活の中から様々な教訓を取り上げ、その教訓と競馬にまつわる様々なトピックスを絡ませて描くというものだった。
しかし、主演の高畑裕太が不祥事を起こし逮捕され、所属事務所を解雇された影響を受けて、同8月18日の放送分を以って「当面休止」とする処置を取り、8月25日放送予定の回は番組宣伝、9月1日以後は2015年に放送された「ラグジュアリータイム」（月曜22:54 - 23:00に放送）の再放送を行うことを決めたのち、正式に当番組の放送が打ち切られた。後番組は「ふらり松尾芭蕉」で、高畑裕太を除く出演者3人が続投することとなった。

## 出演
- 土方歳三：高畑裕太
- 斎藤一：栁俊太郎
- 沖田総司：木下隆行
- 近藤勇：足立梨花